# I bei momenti
I bei momenti è un romanzo di Enzo Siciliano, pubblicato nel 1997. L'anno seguente, il libro ha vinto il Premio Strega.

## Trama
Il racconto parte dal 1829, quando Constanze, due volte vedova e ritiratasi a Salisburgo, riceve le visite dei coniugi inglesi Vincent e Mary Novello. Tutte le vicende anteriori, riguardanti la vita di Mozart, sono rievocate attraverso flashback e scritti, che Constanze rilegge.
La coppia inglese è alla ricerca di testimonianze sulla figura di Mozart e allo scopo di pubblicare una biografia del musicista scomparso 38 anni prima. La scelta di compiere un viaggio a Salisburgo è giustificata dalla circostanza che anche Nannerl, sorella di Mozart, vive là; c'è occasionalmente, anche il figlio minore, Franz Xaver Mozart, ed inoltre due sorelle di Constanze, Aloysia e Sophie, entrambe vedove, hanno deciso di vivere nella stessa città.
Vincent e Mary agiscono sulla spinta di una sconfinata ammirazione e si comportano con cortesia impeccabile, ma le richieste dei due si scontrano con il fatto che, appena due anni prima, Constanze era riuscita a pubblicare la prima biografia del musicista, scritta dal suo secondo marito, il barone von Nissen. Per anni e anni lei aveva accompagnato la stesura dell'opera, rivedendo e quasi dettando tutto ciò che aveva ritenuto si dovesse sapere sul grande genio che era stato suo primo marito. Perciò Constanze non è entusiasta dell'iniziativa dei Novello: non vuole un altro lavoro biografico. La presenza in città delle sorelle e della cognata potrebbe inoltre creare conflitto tra le varie testimonianze, specialmente da parte di Aloisya e di Nannerl, due ex artiste che ebbero carriere importanti e interpretarono musiche scritte appositamente per le loro capacità dal maestro.
Convinti che Constanze sia depositaria di un'esperienza eccezionale, i Novello le hanno chiesto di raccontare i bei momenti della sua vita, accanto a un musicista ineguagliabile. Ma Constanze, ripercorrendo il cammino della sua vita coniugale, deve fare i conti con molte verità da lei stessa piegate e alterate, nell'intento di offrire di Mozart un'immagine agiografica. Deve anche chiedersi se tutto il materiale in suo possesso contenga altri rischi. A questo scopo riapre i suoi cassetti e continua a occultare lettere e biglietti. Disprezzata dal suocero e dalla cognata, non può mostrare se stessa come rancorosa; oscurata da Aloysia e sovente ammonita da lei sulle scappatelle di Mozart, non può permettersi gelosie. E la mite Sophie, designata ad aver assistito Mozart sul letto di morte, assai smemorata, potrebbe ricordare quale fu la vera fine del cognato che non morì tra le sue braccia.
Nelle rievocazioni non ci sono bei momenti, bensì tante tribolazioni: gravidanze concluse in modo straziante, infedeltà, debiti. E tante ombre, dagli amici di loggia massonica, alla compagnia del teatro popolare, dove lei, la moglie, non poteva avere un posto centrale. Solo dopo anni, quando nel secondo matrimonio trova un uomo devoto a lei e al suo passato, può dare corpo a quella leggenda, a quell'edificio che mai crollerà. Eppure ancora si chiede se ha amato Mozart vivo e sensuale, o morto e "ritoccato" dalle sue omissioni e bugie. Ma si erge ad accusarla il figlio Franz Xaver, appena nato alla morte di Mozart: egli non dovrebbe sapere nulla, così pensa Constanze, invece la qualifica come una falsaria e decide di andarsene a Leopoli, a fare l'insegnante di pianoforte, tanto grava su di lui l'ombra del padre.
Perché Franz Xaver ha sempre ascoltato le voci attorno a lui, soprattutto le zie e il suo maestro Salieri e, senza cercarla, ha avuto una sua figura del padre. Figura che paragona a una cometa: non perfora il cielo, ma c'è.

## Personaggi
- Vincent e Mary Novello, coniugi inglesi che desiderano scrivere una biografia su Mozart.

Famiglia Mozart
- Leopold Mozart padre di Maria Anna e Wolfgang Amadeus, appare solo nei pensieri e nei testi di lettere.
- Maria Anna Mozart detta Nannerl, appare a distanza, non direttamente.
- Wolfgang Amadeus Mozart detto Lupetto.
- Carl Thomas Mozart (rievocato come bambino) e Franz Xaver Wolfgang Mozart (adulto) i figli di Wolfgang-Lupetto e Constanze.

Famiglia Weber
- Constanze Mozart, moglie di Lupetto e madre dei suoi figli, poi sposata Nissen.
- Aloysia Weber, cognata di Wolfgang, è quasi sempre in contrasto con la sorella Constanze.
- Joseph Lange, marito di Aloysia, sincero amico di Mozart e benevolo testimone di tanti momenti.
- Sophie, la minore delle sorelle Weber, è presentata a sessant'anni, recente vedova, con poca memoria.
- Josepha Weber, suo marito, papà Franz Fridolim e mamma Cecilia, sono menzionati anche spesso, ma non più presenti.

Altri personaggi rievocati nei flashback
- Giuseppe II d'Asburgo
- Gottfried van Swieten
- Christian Cannabich
- Franz Joseph Haydn
- Johann Michael Haydn
- Lorenzo Da Ponte
- Carl Ditters von Dittersdorf
- Antonio Salieri
- Franz Xaver Süssmayr
- Emanuel Schikaneder
- Ludwig van Beethoven
- Georg Nikolaus von Nissen

## Edizioni
In lingua italiana:
- Enzo Siciliano, I bei momenti, A. Mondadori, Milano 1997
- Enzo Siciliano, I bei momenti, postfazione di Luigi Baldacci, Arnoldo Mondadori, Milano 1997
- Enzo Siciliano, I bei momenti, prefazione di Giorgio van Straten, UTET, Torino 2006

In altre lingue:
- (DE) Enzo Siciliano, Das unvollendete Bild ein Mozart-Roman, Ullstein Berlin 1999
- (FR)  Enzo Siciliano; Les beaux moments: les amours de Mozart, trad. di Thierry Laget, Rocher, impr. Monaco 2005.